# Jan Brueghel il Vecchio
Jan Brueghel il Vecchio, detto in Italia anche Bruegel dei Velluti (Bruxelles, 1568 – Anversa, 12 gennaio 1625), è stato un pittore fiammingo.

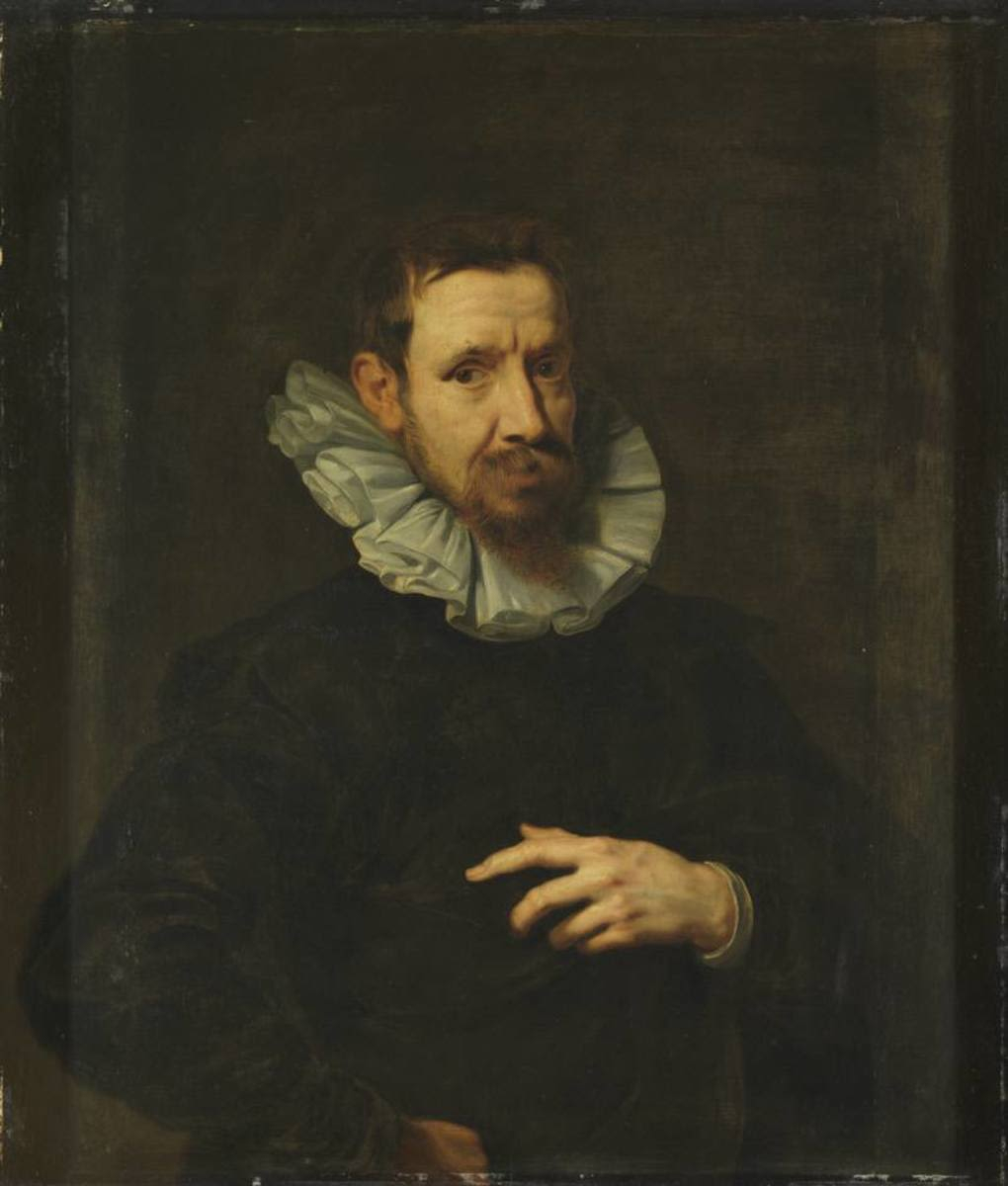
Ritratto di Bruegel dei Velluti

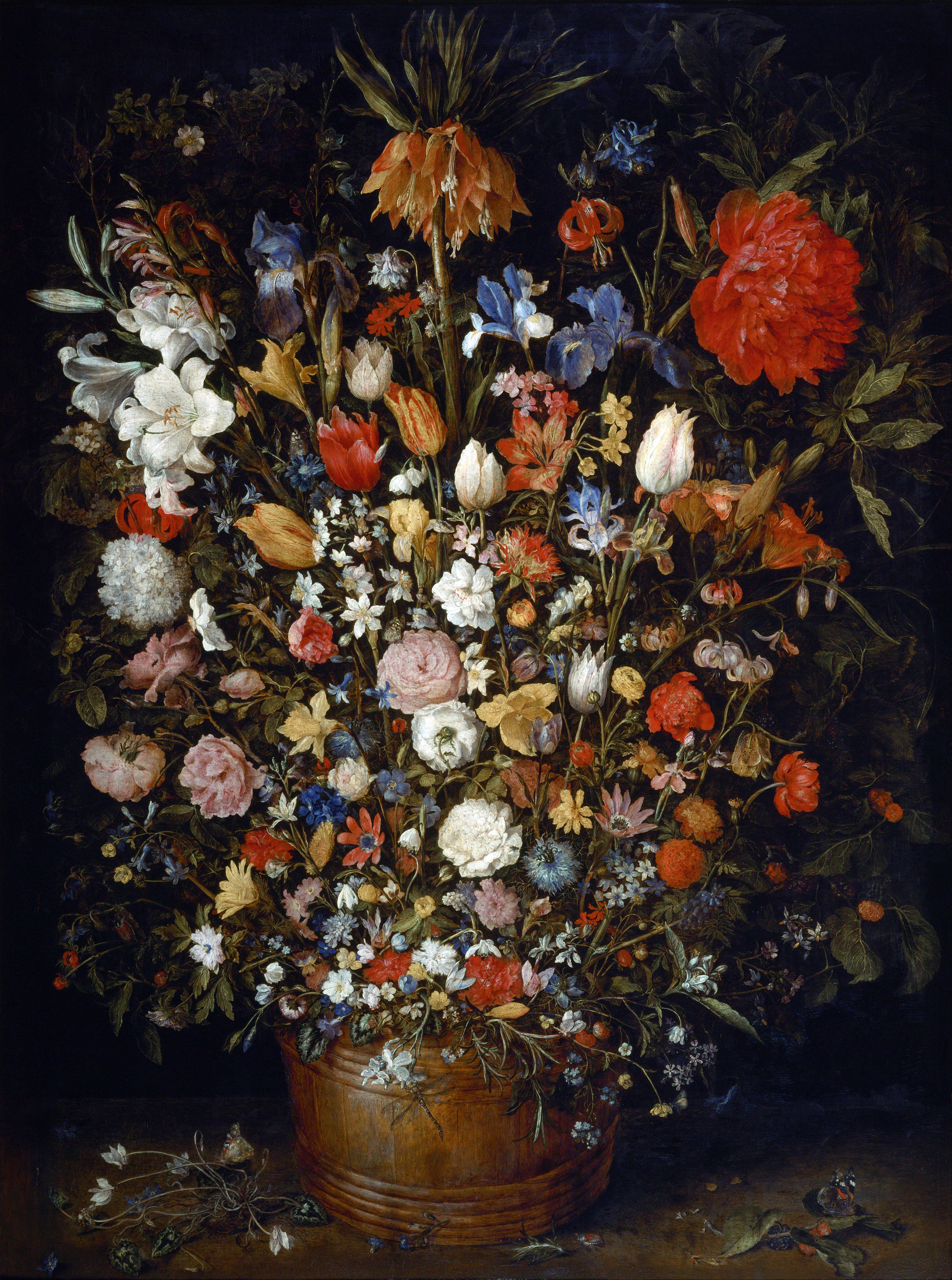
Vaso di fiori

Membro di una numerosa famiglia di pittori, figlio di Pieter Bruegel il Vecchio, fratello minore di Pieter Bruegel il Giovane e padre di Jan Brueghel il Giovane, meritò i soprannomi di Brueghel dei velluti, dei fiori e del paradiso in ragione dei suoi soggetti preferiti (per gli ultimi due) e a causa dei toni vellutati dei suoi colori, o forse della sua predilezione per gli abiti in velluto (per il primo).
Autore prolifico di nature morte (spesso costituite di fiori) e di paesaggi, si allontanò dallo stile paterno più di quanto non abbia fatto il fratello Pieter il Giovane. I suoi primi dipinti sono spesso paesaggi che ritraggono scene delle Sacre Scritture, in particolare le scene di foreste che rivelano l'influenza di Gillis van Coninxloo, vero maestro nella pittura dei paesaggi boschivi. Nelle opere più tarde passò prima alla pittura di paesaggi puri e di ambientazioni urbane, quindi - verso il termine della sua vita - alle nature morte.
Molte delle sue opere sono state realizzate in collaborazione con altri pittori; spesso le figure umane dipinte da altri artisti sono state integrate nei paesaggi dipinti da Jan Brueghel. Il più famoso dei suoi collaboratori fu Peter Paul Rubens, ad esempio per il Peccato originale.
Jan Brueghel il Vecchio soggiornò a lungo in Italia (1592-1596) e in particolare a Milano, dove strinse rapporti con il cardinale Federico Borromeo che fu prima suo protettore e quindi del figlio Jan il Giovane, e raccolse diverse sue opere, considerandolo quasi un contraltare più 'decoroso' del naturalismo di Caravaggio, di cui possedeva la celebre Canestra di frutta.
Rientrato in patria, Jan Brueghel nel 1625 morì di colera ad Anversa, dove aveva il suo studio dal 1596.